# 市川團十郎 (8代目)
八代目 市川 團十郎（いちかわ だんじゅうろう、文政6年10月5日〈1823年11月7日〉 - 嘉永7年8月6日〈1854年9月27日〉）は天保年間から幕末にかけて活躍した歌舞伎役者。屋号は成田屋。定紋は三升、替紋は杏葉牡丹。俳名に団栗、白猿、夜雨庵、三升がある。
その美貌によって広い人気を集めたが、32歳のとき突如として自殺するという衝撃的な最期を遂げた。

## 来歴
文政6年（1823年）、七代目市川團十郎と妻すみ（芝居茶屋、福地善兵衛の娘）の長男として江戸に生れる。團十郎家の跡継ぎとして見込まれて生後一箇月で初舞台を踏み、二代目市川新之助を名乗る。文政8年（1825年）、数え三つにして六代目市川海老蔵を襲名した。さらに天保3年 (1832年) には父が五代目市川海老蔵を名乗ったのにあわせて、10歳にして市村座で八代目市川團十郎を襲名する。
天保13年(1842年)に父親の七代目団十郎が江戸追放になると八代目は16歳で江戸歌舞伎界の最高責任者となり、弘化2年（1845年）には、父に代わって家を守る親孝行者として幕府により表彰される。これにより八代目の人気は爆発的に高まり、「助六」の舞台上で八代目が身を沈めた桶の水を美顔水としてとっくり１瓶１分（現在の価格で3000円ほど）で販売すると飛ぶように売れ、中には八代目の痰を「団十郎の御痰守」として販売する者まであった。
面長の美貌で、歴代の團十郎とはまったく仁の異なる二枚目役者だった。天保の改革によって一時深刻な不況をこうむった江戸の芝居町に人出が戻ったのは、八代目團十郎に負うところが大きかった。上品ななかに独特の色気があり、おっとりとした愛嬌が身にそなわって、嫌味がなかったという。当時の批評には「男振りはすぐれて美男子といふにあらねど、いはゆる粋で高等で人柄で、色気はこぼれる程あれどもいやみでなく、すまして居れども愛嬌があり」（『俳優百面相』）とある。さわやかで高音の利いた調子の科白回しがうまく、こうした特色は彼が初演した『与話情浮名横櫛』（切られ与三）の与三郎によくあらわれている。同作は瀬川如皐 (3代目)が八代目のために嘉永6年（1853年）に書いたものである。
嘉永7年（1854年）7月、大坂の芝居に出演していた父・海老蔵を訪ねて東海道をのぼり、名古屋で父と一緒になって成田屋八代目の名義で若宮芝居に出演した。その後同月中には大坂に着き、道頓堀で船乗込みを行って稽古にかかったが、初日に旅館の一室で突如喉を突いて自殺した。享年32。動機は不明だが、一説には七代目の作った多額の借金返済のため図らずも大坂の芝居に出演することになってしまい、出演予定であった江戸の市村座の座元（劇場所有者）への義理を立てたといわれる。八代目の死絵は300種も出たといい、中には七代目と江戸の座元との板挟みに悩んだとする自害の原因を描いた死絵もあった。

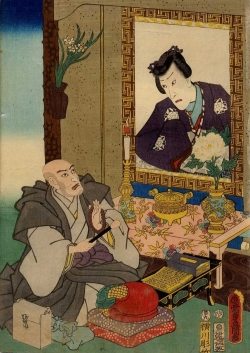
八代目市川團十郎の死絵。三代目歌川豊国筆。1854年

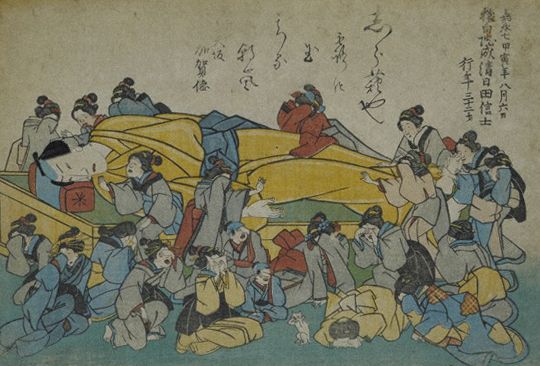
八代目市川團十郎涅槃図の見立絵、死絵｡

天王寺村の一心寺に葬られた。法名は浄筵信士。八代目の死により返済できなくなった市川家の借財（成田山から七代目が借りた莫大な借金と八代目が借りた100両）は新勝寺が処理した。
得意な役柄は『切られ与三』の与三郎のほかに、『菅原伝授手習鑑』の梅王、『児雷也豪傑譚』の児雷也、『助六所縁江戸桜』の花川戸助六、『偐紫田舎源氏』の足利光氏などの二枚目のほか荒事も好んでつとめた。市川宗家の芸に和事芸という新しい分野を開拓、その芸の系譜は十一代目團十郎に引き継がれることになる。
独身で後嗣がなく、20年の空白を経て、弟の初代河原崎権十郎が九代目團十郎を襲名している。

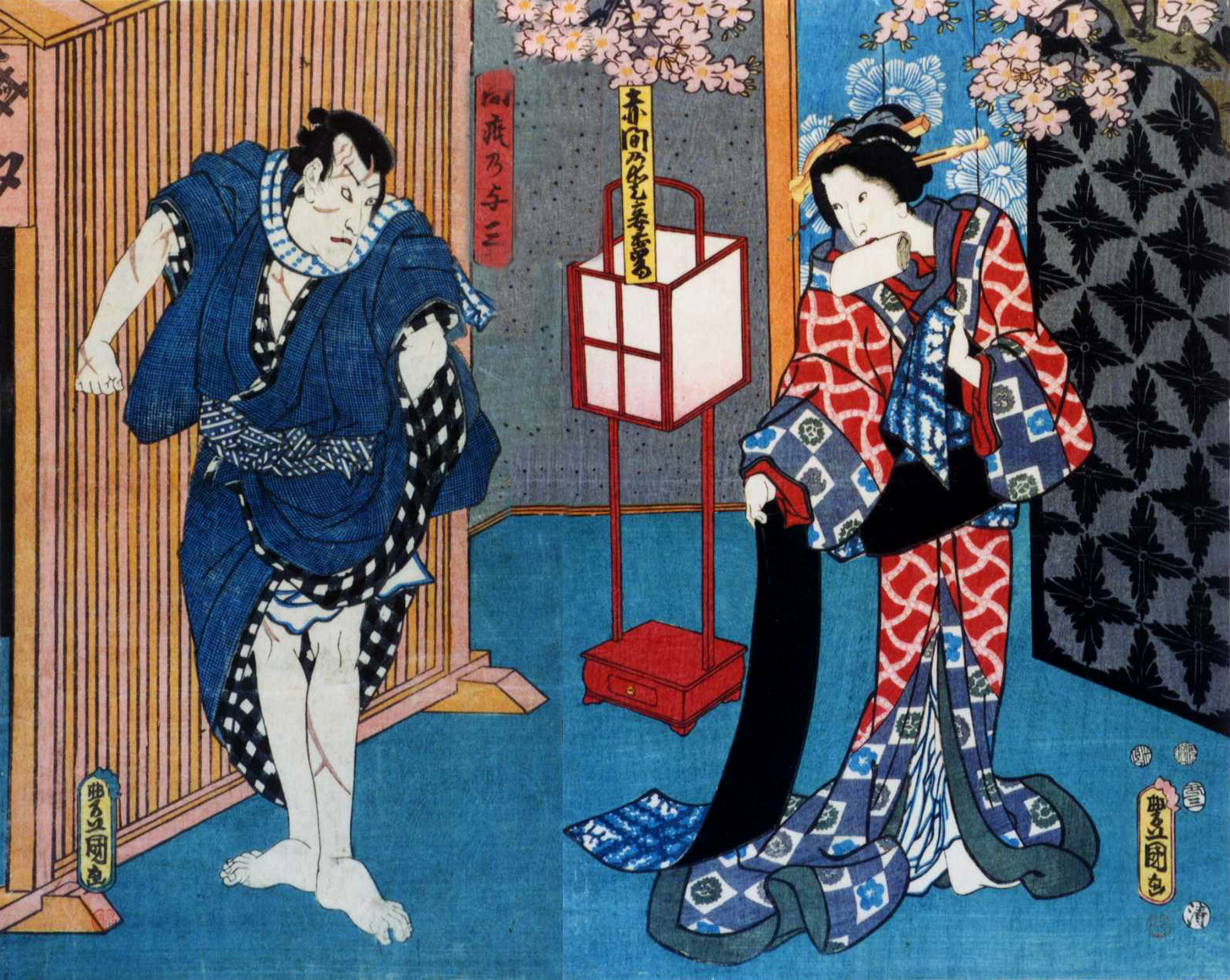
三代目歌川豐國画。左から向疵之与三、八代目市川團十郎､赤間之愛妾於富､四代目尾上梅幸『与話情浮名横櫛』より
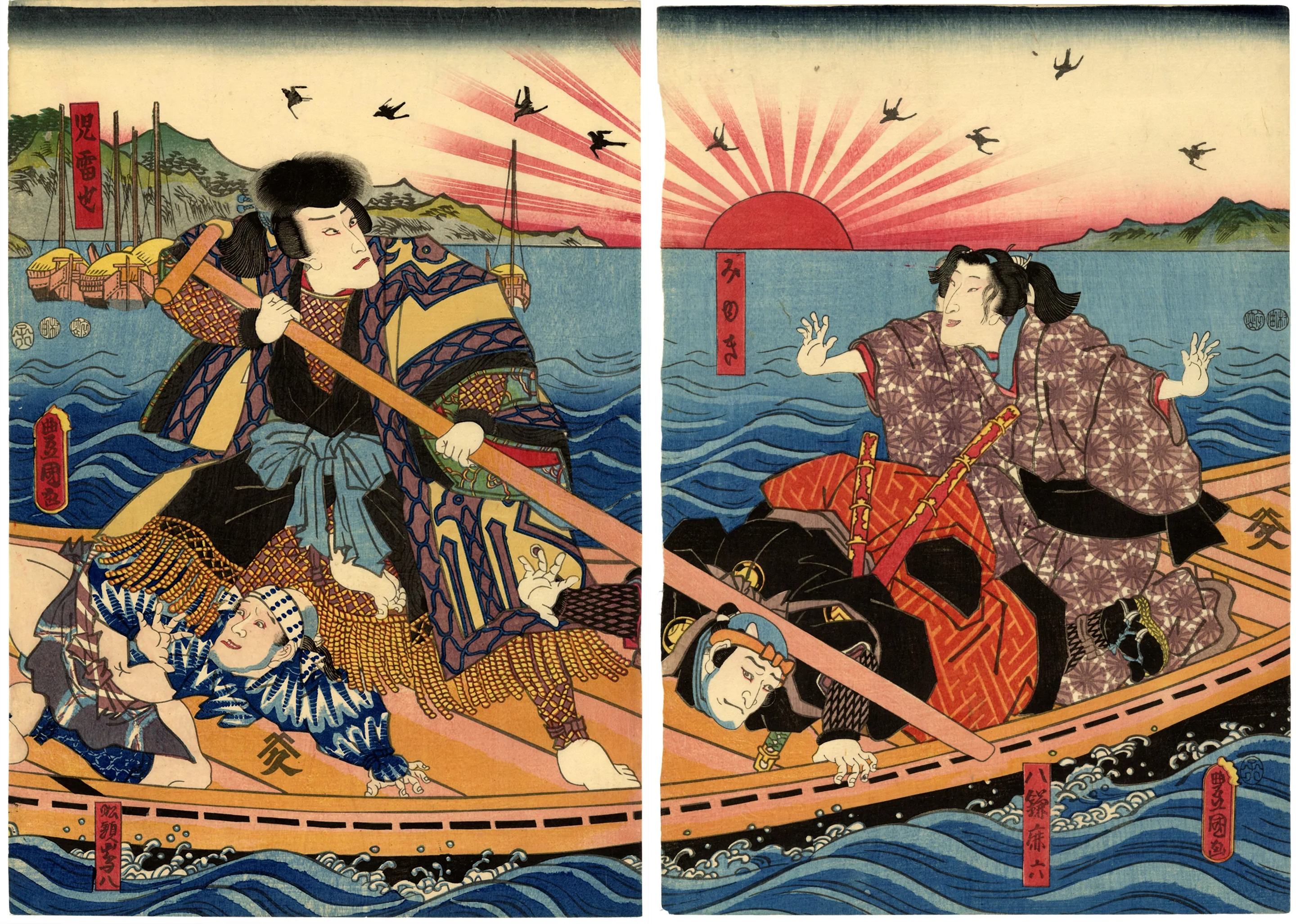
歌川国貞『自来也御血物語』より「自来也と日の出と出船」。左から自来也 八代目市川團十郎、やかま鹿六 三代目淺尾奥山、みゆき坂東しうか
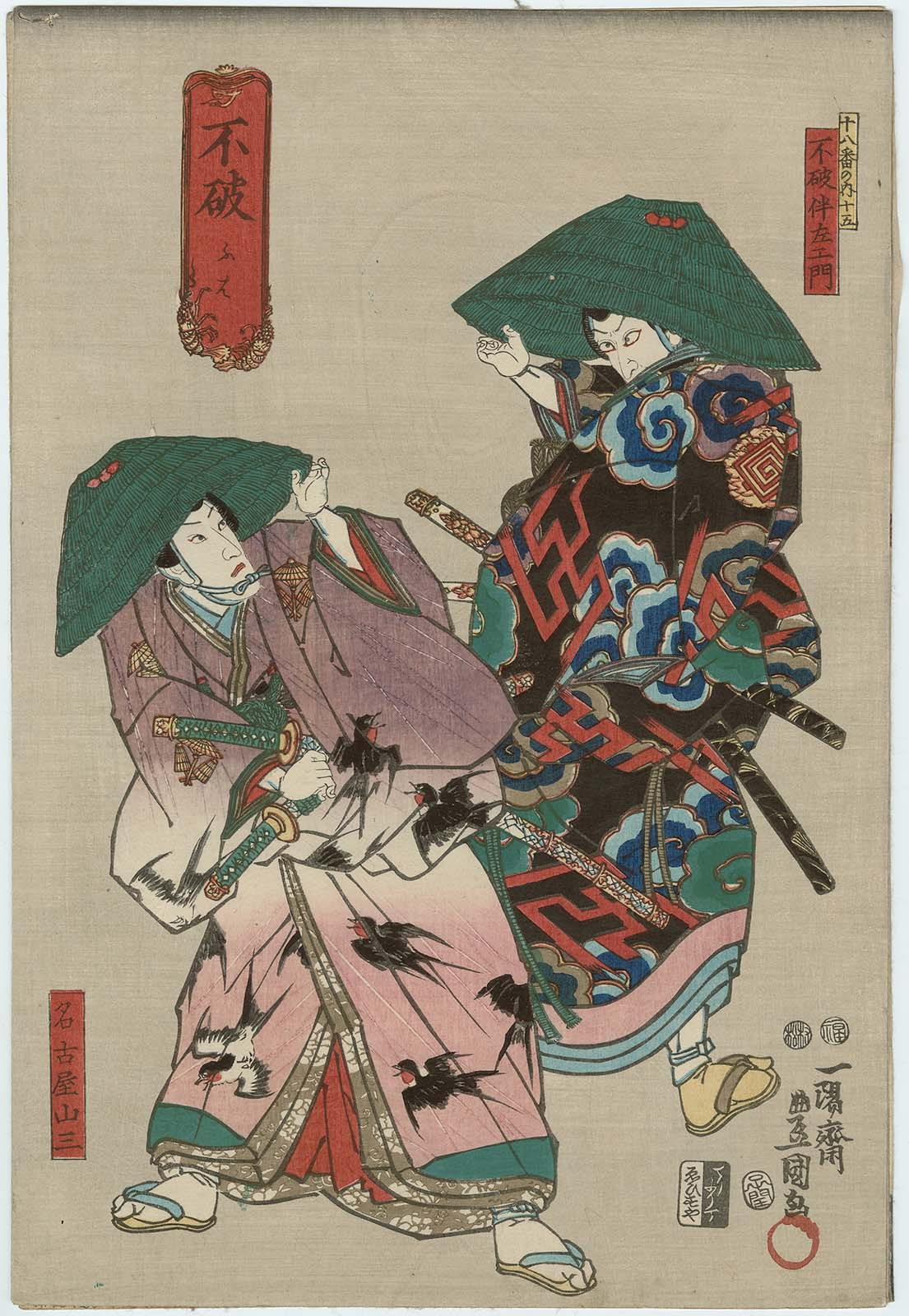
三代目歌川豊国 右から不破伴作 七代目市川團十郎。名古屋山三 八代目市川團十郎
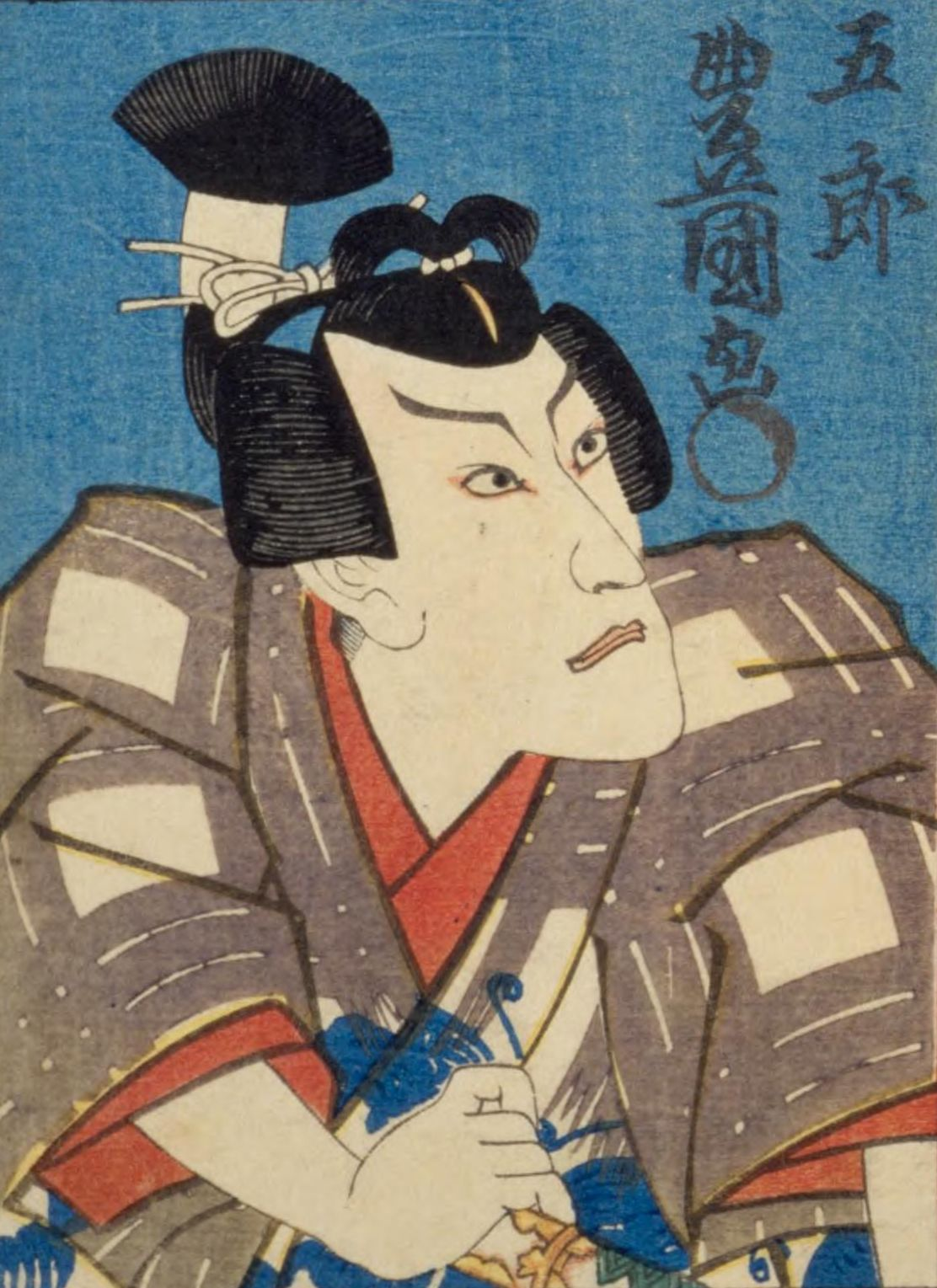
三代目歌川豐国『象引・暫・外郞・六部・不動・助六・景淸・五郞』大判錦絵より、八代目市川團十郎の曾我五郎、『矢の根』
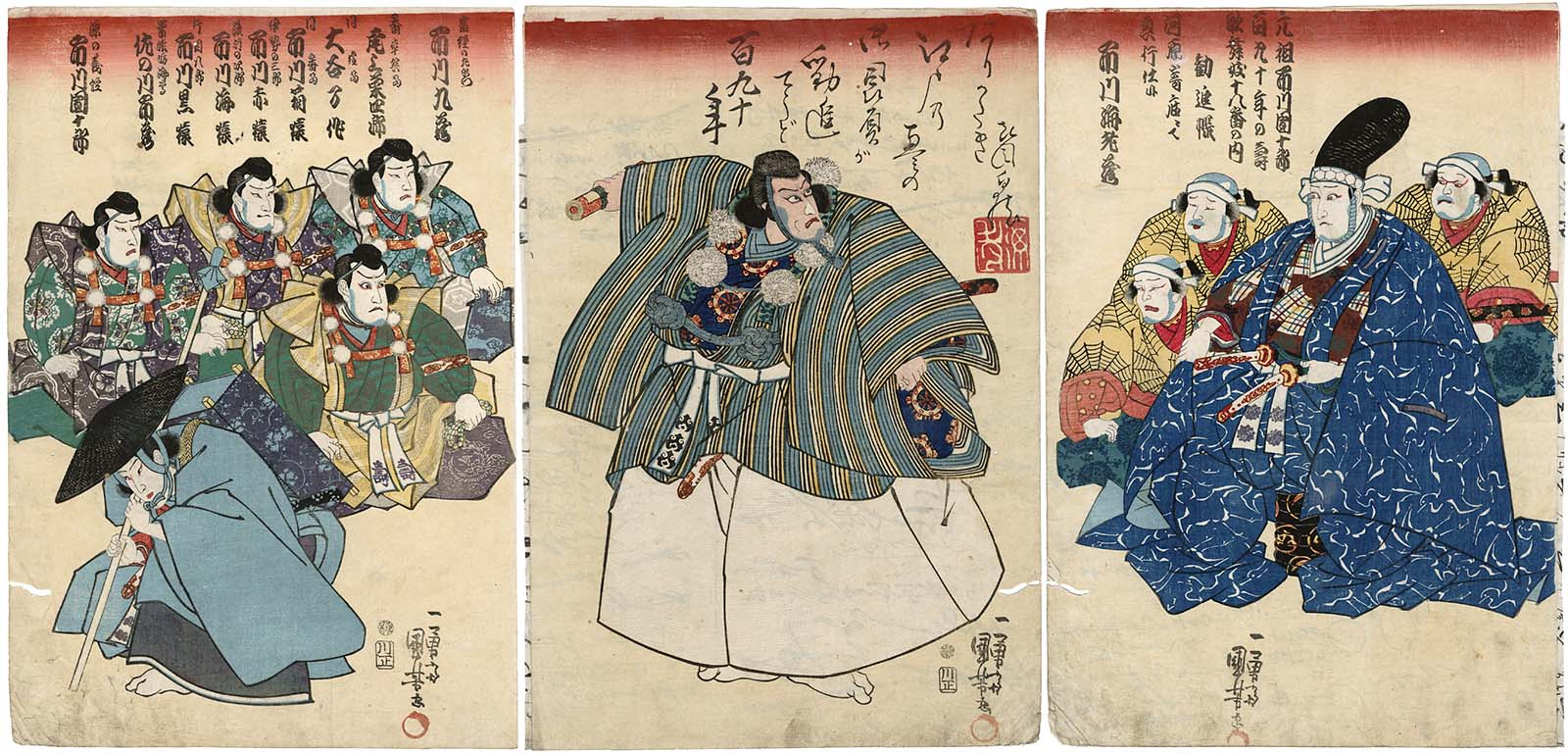
歌川国芳「勧進帳」右から富樫左衛門 六代目市川團蔵と武蔵坊弁慶 七代目市川團十郎、源義経 八代目市川團十郎

## 逸話
- 父の七代目が江戸追放となったとき、精進茶断ちをして蔵前の成田不動まで日参したと伝えられる。弘化2年（1845年）、これをもって孝子として北町奉行所から表彰された[1]。
- 『助六』の「水入り」に使った天水桶の水が徳利一本一分で売れた、吐き捨てた痰を御殿女中たちが肌守りにしたなど、その美貌と人気を伝える逸話が数多くある。
- 鷹揚で温厚な性格は誰からも愛された。團十郎家に融通した多額の金がいつまでたっても返済されないことに業を煮やした債権者たちが、あるとき皆で相談して大挙して八代目の自宅に押し寄せ、玄関先を埋め尽くして通せんぼをした。貸した金をいくらかでも取り立てないうちは八代目を自宅から一歩も外へは出させまいという算段である。これを見た八代目は、逃げ口上のつもりで債権者たちに「よくおいでなさいました。申し訳ございませんが、楽屋入りでございますので、どうかご免を蒙ります。どちら様もごゆるりとなさいませ」と言ったところ、並み居る債権者の誰もが痛み入ることしきりで、逆に八代目のために道を明けて「どうぞ、ご自由においでなさいませ」と慇懃に送り出してしまった。
- 弘化5年（1848年）。奈良県天理市の楢神社に井筒を奉納した。団十郎は楢神社の信奉者だった。
- 嘉永6年（1853年）に関原不動尊に奉納した「八代目市川団十郎奉納木造提灯扁額」は足立区登録有形文化財になっている（2015年1月15日登録、大聖寺所蔵）[6]。
- 歌舞伎評論家の戸板康二は本件をもとに『團十郎切腹事件』（新版は創元推理文庫「中村雅楽探偵全集1」日下三蔵編、2007年）を書いた。これが第42回直木賞（1960年）を受賞し戸板の出世作となっている。

## 伝記
- 服部幸雄『市川團十郎代々』講談社、2002／講談社学術文庫、2020
- 木村涼『八代目市川團十郎　気高く咲いた江戸の花』吉川弘文館、2017